# (314) Rosalía
(314) Rosalia es un asteroide perteneciente al cinturón de asteroides descubierto el 1 de septiembre de 1891 por Auguste Honoré Charlois desde el observatorio de Niza, Francia.
Se desconoce la razón del nombre.

## Características orbitales
Rosalia está situado a una distancia media de 3,153 ua del Sol, pudiendo acercarse hasta 2,595 ua. Tiene una excentricidad de 0,1771 y una inclinación orbital de 12,56°. Emplea 2045 días en completar una órbita alrededor del Sol.